# Ravahere
Ravahere est un atoll situé dans l'archipel des Tuamotu en Polynésie française qui constitue avec Marokau, distant au nord de 2 km, le sous-groupe des Îles Deux Groupes. Il fait administrativement partie de la commune de Hikueru.

## Géographie

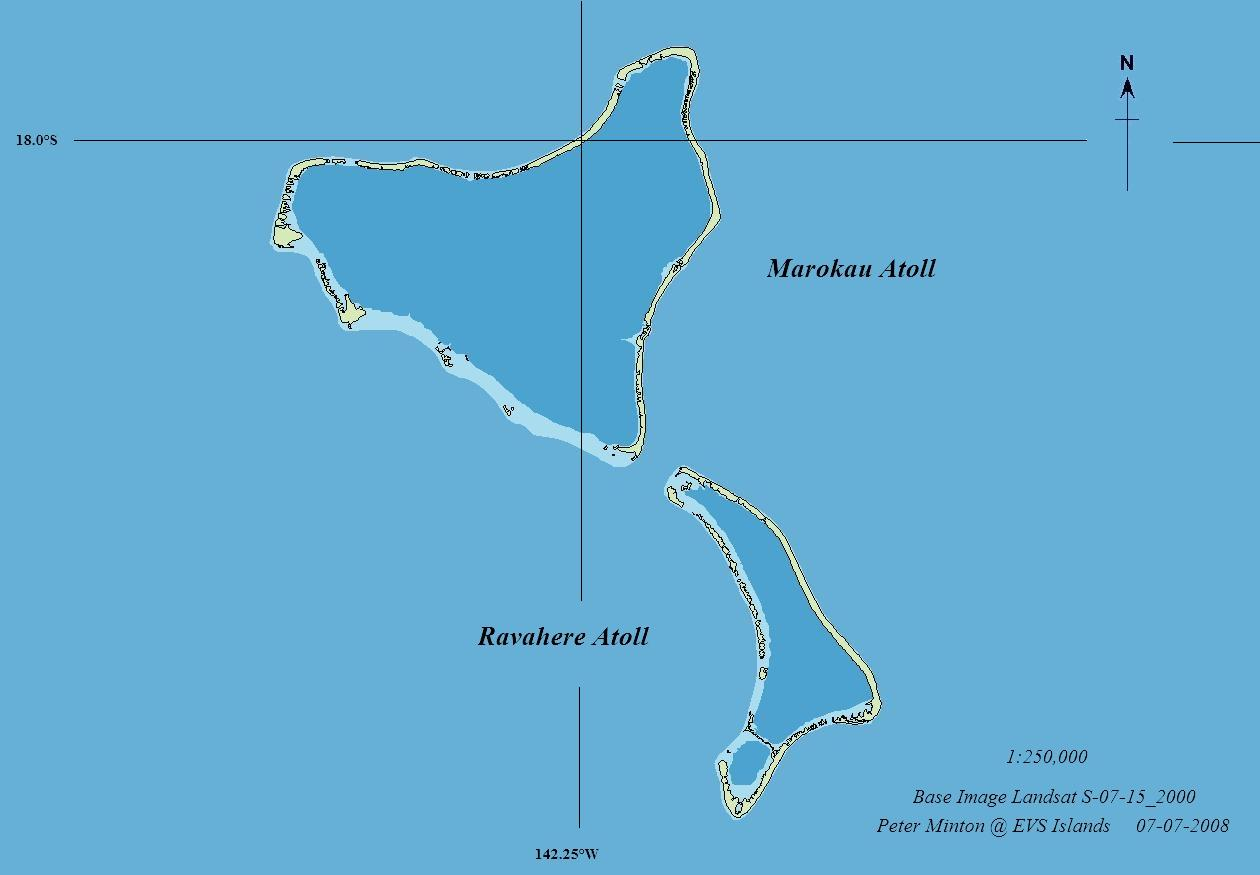
Carte de Ravahere au sud et Marokau au nord.

Ravahere est situé à 123 kilomètres à l'est de Hao, à 64 km au nord-est de Nengonengo ainsi qu'à 737 km à l'est de Tahiti. Il forme avec Marokau – situé à seulement 1,8 km et séparé par le chenal de Tegure – un groupe de deux îles quasiment jointes. C'est un atoll de forme allongée de 20 km de longueur et de 9,5 km de largeur maximales pour une surface de terres émergées de 7 km2. Son lagon, dépourvu de passe de communication avec l'océan (mais possédant de nombreux hoas fonctionnels et tairuas assurant des échanges permanent d'eau entre les milieux), couvre une superficie de 57,5 km2.
L'atoll est inhabité de manière permanente.

## Histoire
La première description des atolls de Marokau a été faite par Louis Antoine de Bougainville en 1768 qui aurait de fait aperçu Ravahere. Le 6 avril 1769, James Cook aborde l'atoll et l'associe dès cette date avec Marokau dans l'ensemble des Îles Deux Groupes. L'atoll est ensuite visité le 28 février 1826 par le navigateur britannique Edward Belcher.
Au XIXe siècle, Ravahere devient un territoire français peuplé alors de près de 30 habitants autochtones vers 1850 où se développe la culture de la nacre.

## Économie
Ravahere est inhabité mais il est exploité par les habitants de Marokau depuis le XIXe siècle jusqu'en 1960 pour la récolte de la nacre des huitres – pouvant aller jusqu'à 80 tonnes certaines années – et celle des noix de coco afin de produire le coprah. À ces fins, le motu Opukuru possède quelques installations.